# کامو (کلرادو)
کامو (به انگلیسی: Como) یک منطقهٔ مسکونی در ایالات متحده آمریکا است که در شهرستان پارک، کلرادو واقع شده‌است. کامو ۲٬۹۹۱ متر بالاتر از سطح دریا واقع شده‌است.